# Pyodermite végétante de Hallopeau
 Mise en garde médicale
La pyodermite végétante de Hallopeau a été décrite initialement par Hallopeau comme une pyodermite végétante. C'est en fait, avec le pemphigus végétant de Neumann, une forme clinique de pemphigus vulgaire caractérisée par l’évolution végétante des lésions.
Cette forme de pemphigus est une maladie dermatologique rare (1 à 2 % des pemphigus). Elle se traduit par des lésions de la peau ou/et des muqueuses.
Les lésions initiales sont constituées par des pustules reposant sur une base inflammatoire. Les lésions s’étendent de façon centrifuge et peuvent prendre un aspect polycyclique.
L’évolution se fait vers des érosions bourgeonnantes et des végétations cernées rapidement par de nouvelles pustules.
La régression des lésions laisse une pigmentation brunâtre séquellaire.
Les lésions siègent aux plis génitocruraux, au pubis, aux plis sous-mammaires, autour de l’ombilic, sur la nuque et dans le cuir chevelu.
Au niveau des muqueuses on peut noter une alternance de bourgeonnements et de sillons.
Lorsqu'elles atteignent le conduit auditif ou l'oreille moyenne, ces lésions peuvent être responsables de surdité ou de paralysie faciale.